# Changes (canção de Black Sabbath)
"Changes" é uma canção da banda britânica de heavy metal Black Sabbath, que apareceu pela primeira vez no álbum Vol. 4 de 1972.

## Visão geral
A melodia do piano da canção foi composta pelo guitarrista Tony Iommi, que estava experimentando o instrumento no estúdio. "Changes" é uma balada inspirada principalmente pelo término do relacionamento de Bill Ward com sua primeira esposa. As letras foram compostas pelo baixista Geezer Butler, e o vocalista Ozzy Osbourne referiu a canção como "dolorosa". A canção era bastante diferente das demais anteriores da banda Black Sabbath, já que essa era uma balada "muito bonita", de acordo com o crítico de música Barney Hoskyns.
A música foi tocada ao vivo em 1973, mas muito raramente foi tocada nos anos seguintes.

## Créditos
- Ozzy Osbourne – vocais
- Tony Iommi – piano
- Geezer Butler – baixo

## Versão Ozzy e Kelly Osbourne
Três décadas mais tarde, Ozzy gravou mais uma versão da canção, desta vez um dueto com sua filha, Kelly Osbourne. As letras revisadas para esta versão, lançadas em 2003, refletem os momentos de suas vidas juntos. O single alcançou o número 1 no UK Singles Chart.
De acordo com o site oficial Ozzy Osbourne, o single vendeu mais de um milhão de cópias. Esta versão da música, foi nomeada a vigésima sétima das "50 piores canções da década de 2000" em um artigo de 2009 publicado pelo The Village Voice.

### Paradas musicais
| Ano  | Canção                              | Parada                                     | Maior posição |
| ---- | ----------------------------------- | ------------------------------------------ | ------------- |
| 2003 | "Changes" (Felix Da Housecat Remix) | Estados Unidos (Hot Dance Music/Club Play) | 43            |
| 2003 | "Changes"                           | Irlanda (Irish Singles Chart)              | 7             |
| 2003 | "Changes"                           | Reino Unido (UK Singles Chart)             | 1             |

### Certificações
| Região      | Certificação | Vendas  |
| ----------- | ------------ | ------- |
| Reino Unido | Prata        | 200,000 |
| Reino Unido | Ouro         | 400,000 |